# Willis Tower
Willis Tower sau Sears Tower este cea mai înaltă clădire din Chicago, concomitent și cel mai înalt zgârie-nor din SUA (World Trade Center a fost distrus) și al treilea la nivel mondial. Această clădire este situată pe 233 S. Wacker Drive și are o înălțime totală de 527 m. Willis Tower este folosit ca turn de observare și de comunicare. Construcția acestui zgârie-nor a durat 3 ani (1970-1973).

## Galerie de imagini

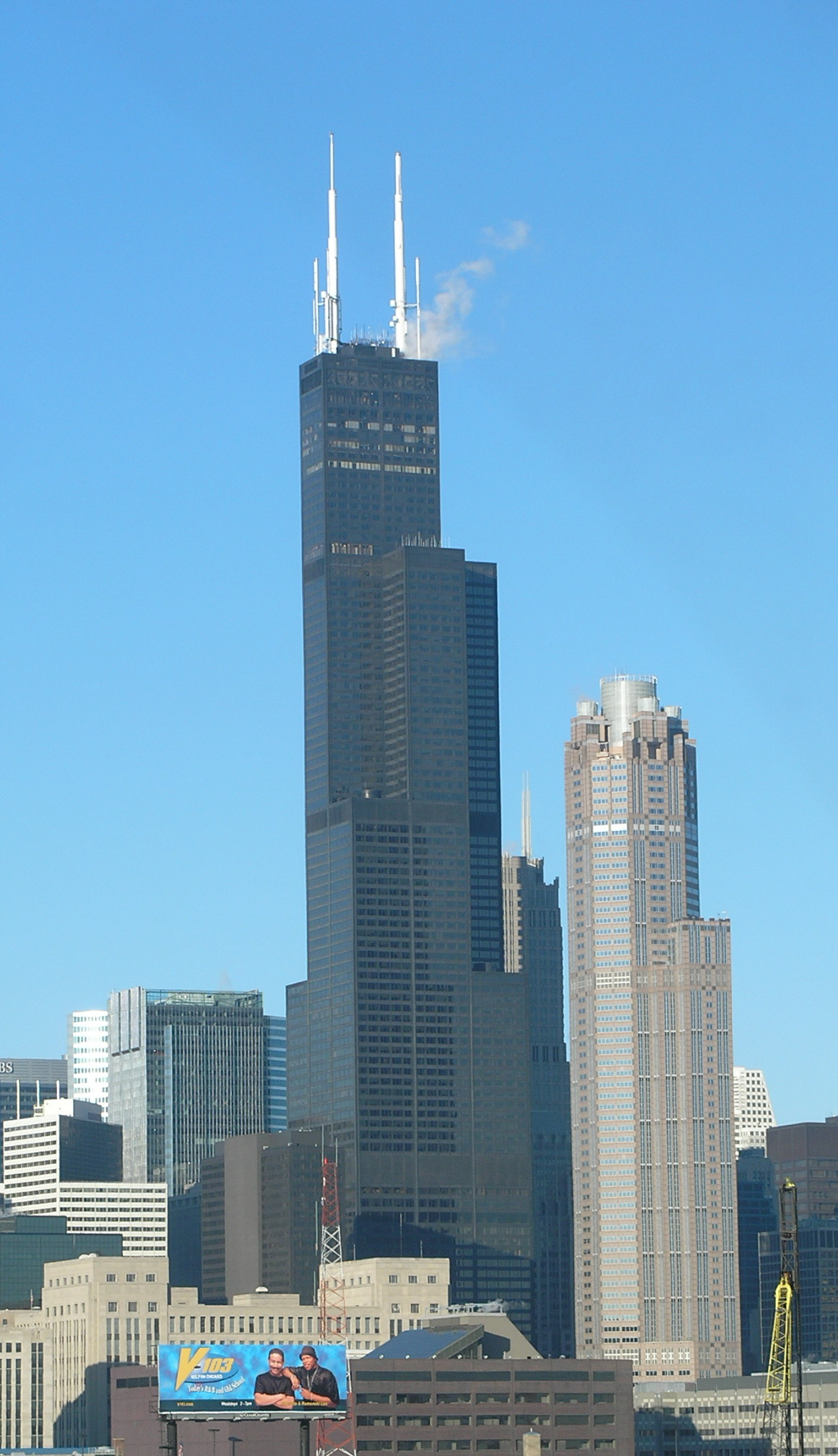
Willis Tower văzut dinspre port
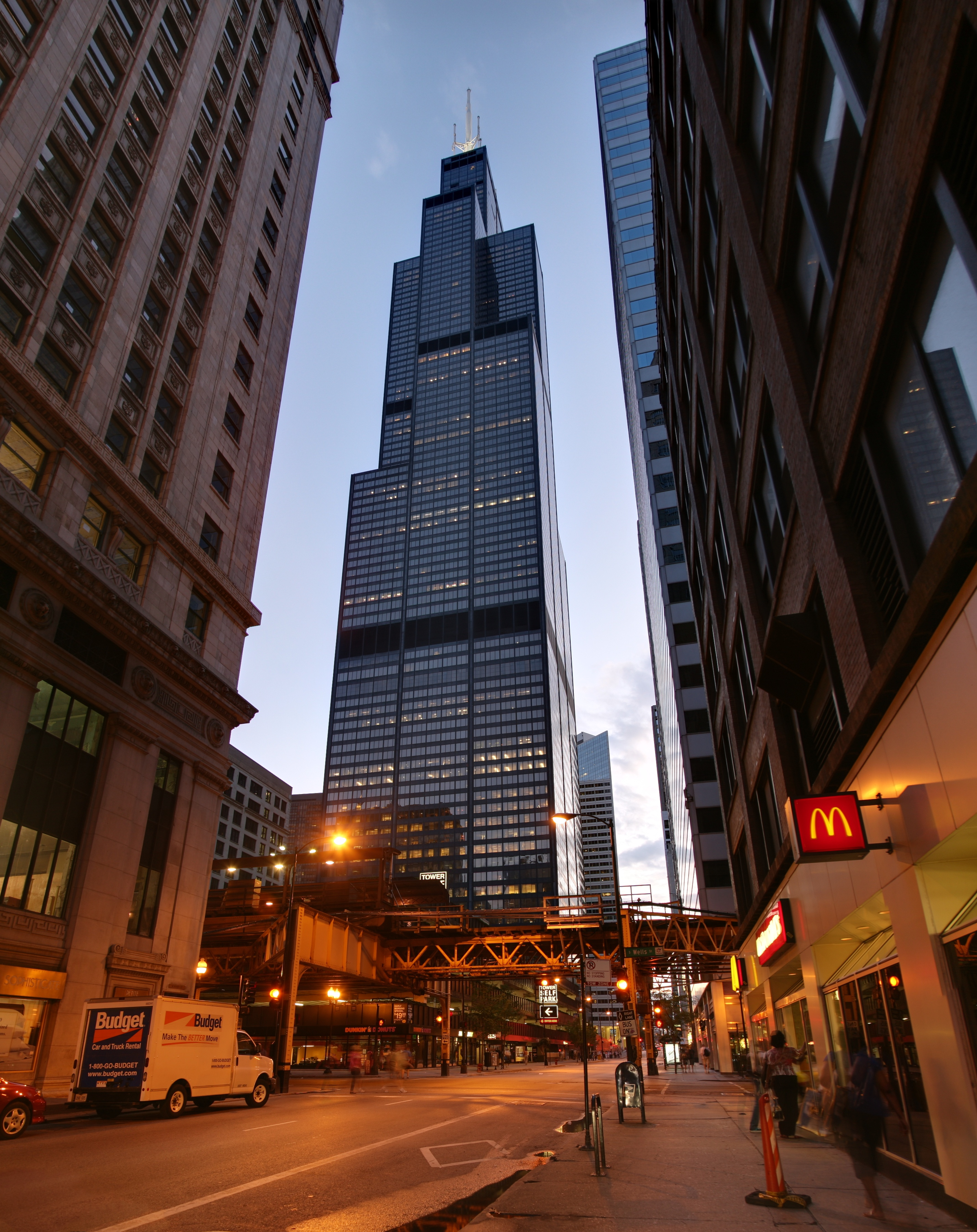
Willis Tower văzut noaptea
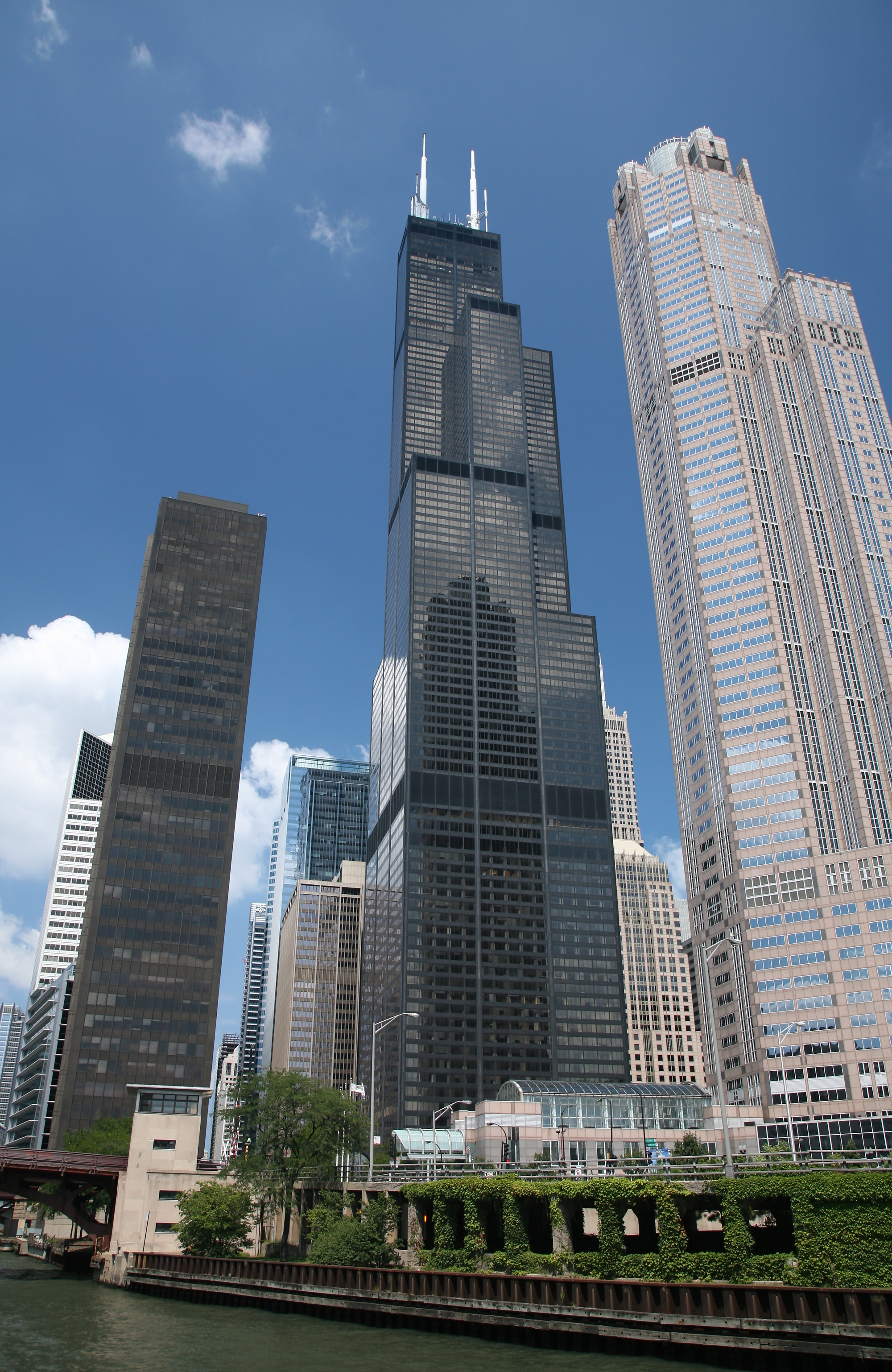
Willis Tower, situat pe partea dreaptă a râului Chicago
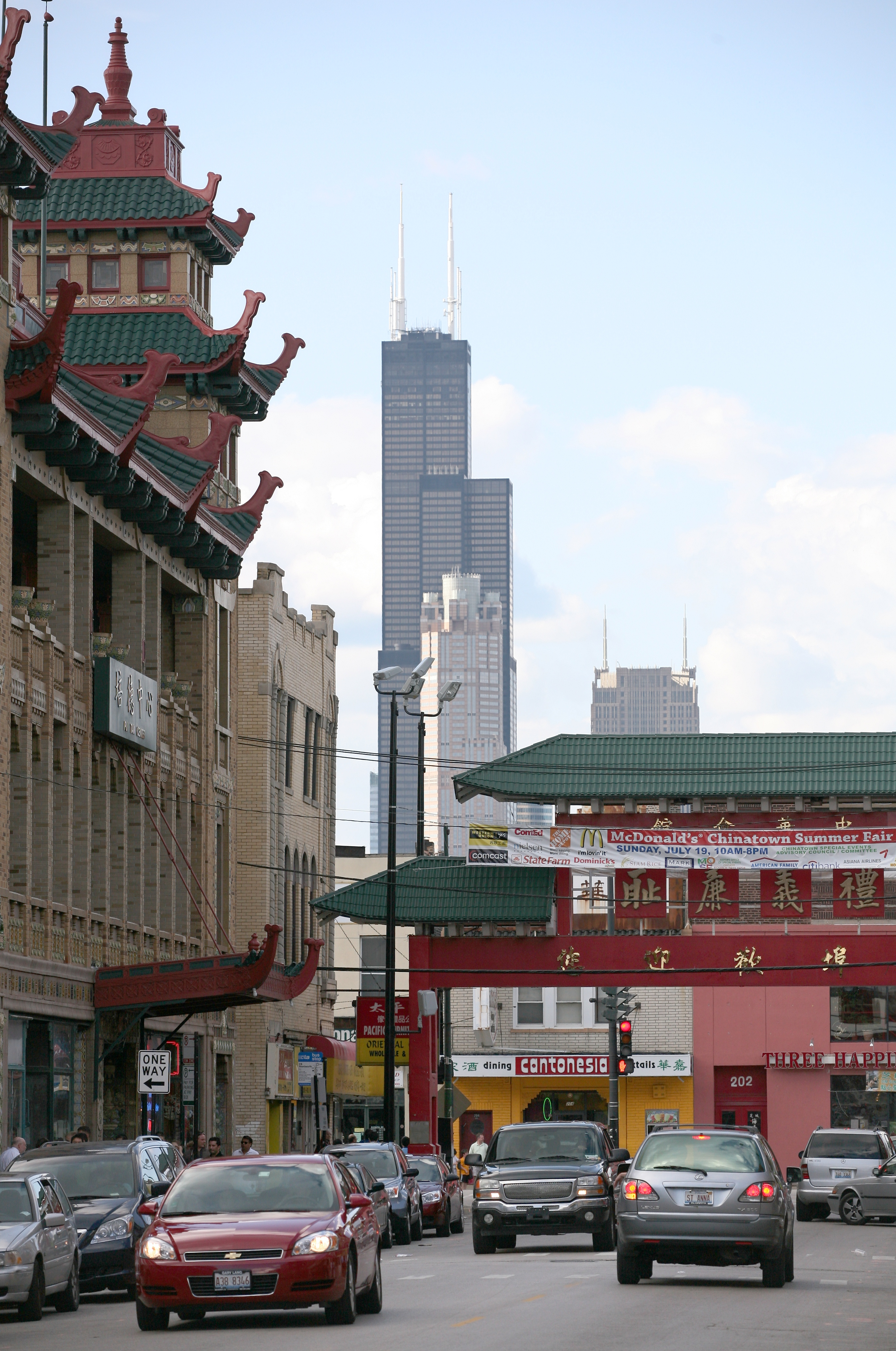
Willis Tower văzut dinspre Chinatown